# Climeworks
Climeworks — швейцарская компания, специализирующаяся на технологиях улавливания двуокиси углерода в воздухе. Компания фильтрует CO2 непосредственно из окружающего воздуха через процесс адсорбции-десорбции.

## Проекты
В мае 2017 года компания открыла первый в мире коммерческий проект по фильтрации CO2 из окружающего воздуха в Хинвиле. Он состоит из 18 модулей прямого улавливания воздуха, которые ежегодно фильтруют 900 тонн CO2 , которые затем продаются оператору теплицы для использования в качестве удобрения.
В октябре 2017 года последовал демонстрационный проект, в котором модуль фильтра CO2 используется на электростанции Hellisheiði в Исландии. В рамках исследовательского проекта Horizon 2020 CarbFix 2 CO2 будет отфильтровываться из воздуха, а затем храниться под землёй в виде минерала.
Climeworks прорабатывают технологию абсорбции CO2 из окружающего воздуха для последующего подземного хранения, путём закачки обогащённой углекислотой воды в скважины.

## История
В ноябре 2009 года Climeworks AG была основана Кристофом Гебальд и Ян Вурцбахер как спин-офф из ETH Zurich . Два немецких основателя были однокурсниками в области машиностроения и работали с технологиями для химического и физического CO2 в контексте своих исследований и последующих докторских диссертаций. В 2011 году Climeworks впервые получила средства от инвесторов для разработки прототипа с модульной структурой. С тех пор быстрое масштабирование привело к их нынешней модульной технологии, которая доступна с 2014 года. В ходе развития предприятия партнёрство с автопроизводителем Audi удалось. Дальнейшую поддержку оказало Швейцарское федеральное управление энергетики, что позволило ускорить коммерциализацию и масштабирование технологии. Climeworks является частью нескольких европейских научно-исследовательских проектов. Это включает производство синтетического топлива из CO2 . Швейцарский завод по розливу минеральной воды в Вальсе с 2018 года производит напитки с двуокисью углерода из воздуха.
Цель компании к 2025 году — отфильтровать один процент годовых глобальных выбросов CO 2 из воздуха. Для этого потребуется построить 250 000 систем, сопоставимых с той, что находится в Хинвиле.
Немецкое дочернее предприятие Climeworks Deutschland GmbH также открылось в Кёльне.
20 июля 2021 года правительства Швейцарии и Исландии договорились о совместной разработке «технологий с отрицательными выбросами», которые включают извлечение CO2 из атмосферы и хранения под землёй с помощью Climeworks и CarbFix.
8 сентября 2021 года была запущена система "Orca" (Косатка), расположенная в 20 км от Рейкьявика. Мощность сорбционной установки 4000 тонн углекислого газа в год, что эквивалентно количеству CO2, выделяемому с выхлопнымии газами 870 автомобилей.

## Коммерциализация
Climeworks имеет единственную существующую коммерческую машину прямого улавливания воздуха. Хотя несколько других компаний нацелены на коммерциализацию систем прямого улавливания воздуха (например, Carbon Engineering , Global Thermostat), Climeworks идёт дальше всех в рыночном процессе, продавая на сравнительно небольшой рынок дорогостоящий CO 2 (например, CO 2используется в теплицах для повышения производительности, может стоить более 1000 долларов за тонну, если теплица расположена далеко от источника). Этот рынок слишком мал для поддержки устойчивой экосистемы мелких новаторов, необходимых для изучения большого количества химических рецептов и физического оборудования, которые могут снизить цены на прямой захват воздуха. Таким образом, как и фотоэлектрическая энергия или гидроразрыв пласта и горизонтальное бурение, развитие прямого захвата воздуха, вероятно, потребует долгосрочных государственных инвестиций в стимулы.